# Sainte-Cécile-de-Milton
Sainte-Cécile-de-Milton es un municipio de la provincia de Quebec, Canadá. Está ubicado en el condado regional de La Haute-Yamaska y a su vez, en la región administrativa de Montérégie. Hace parte de las circunscripciones electorales de Johnson a nivel provincial y de Shefford a nivel federal.

## Geografía
Sainte-Cécile-de-Milton se encuentra ubicada en las coordenadas 45°29′00″N 72°45′00″O / 45.48333, -72.75000. Según Statistics Canada, tiene una superficie total de 73,06 km² y es una de las 1134 localidades en las que está dividido administrativamente el territorio de la provincia de Quebec.

## Demografía
Según el censo de 2011, había 2128 personas residiendo en este municipio con una densidad poblacional de 29,1 hab./km². Los datos del censo mostraron que de las 2024 personas censadas en 2006, en 2011 hubo un aumento poblacional de 104 habitantes (5,1%). El número total de inmuebles particulares resultó de 818 con una densidad de 11,2 inmuebles por km². El número total de viviendas particulares que se encontraban ocupadas por residentes habituales fue de 774.